# Phanoxyla rubetra
Phanoxyla rubetra är en fjärilsart som beskrevs av Rothschild och Jordan 1907. Phanoxyla rubetra ingår i släktet Phanoxyla och familjen svärmare. Inga underarter finns listade i Catalogue of Life.